# Guerra Civil de Uganda
A Guerra Civil de Uganda, também conhecida como Guerra Luwero ou guerra de resistência (em inglês Ugandan Bush War) refere-se à guerra de guerrilhas travada entre 1981 e 1986 em Uganda pelo Exército de Resistência Nacional contra o governo de Milton Obote, e mais tarde o de Tito Okello.
O impopular presidente Milton Obote foi deposto em um golpe de Estado em 1971 pelo general Idi Amin, que estabeleceu uma ditadura militar. O próprio Amin foi derrubado em 1979 após a Guerra Uganda-Tanzânia, mas seus partidários posteriormente  lançariam uma insurgência na sub-região do Nilo Ocidental. Nas eleições subsequentes, Obote voltou ao poder em um governo dominado pela Frente Nacional de Libertação do Uganda. Vários grupos da oposição alegaram que as eleições foram manipuladas e uniram-se com o Exército de Resistência Nacional sob a liderança de Yoweri Museveni para iniciar uma insurreição contra o governo de Obote em 6 de fevereiro de 1981. Obote foi deposto e substituído como presidente por seu general Tito Okello em 1985 durante os meses finais do conflito.
A guerra terminou em vitória para o Exército de Resistência Nacional, quando as hostilidades cessaram oficialmente em 25 de janeiro de 1986, com o estabelecimento de um novo governo com Museveni como presidente, a dissolução do Exército de Libertação Nacional de Uganda e sua ala política, e o exílio de Obote e de Okello.